# Большой прекрасный законопроект
Большой прекрасный законопроект (БПЗ; англ. One Big Beautiful Bill Act) представляет собой билль о бюджетном согласовании, принятый 119-м Конгрессом США, содержащий налоговую и расходную политику, составляющую основу повестки дня второго срока президента Дональда Трампа. 1 июля 2025 года Сенат одобрил законопроект 51 голосом против 50, при этом вице-президент Джей Ди Вэнс отдал решающий голос в поддержку билля. БПЗ прошёл Палату представителей получил 218 голосов «за» при 214 голосах «против», 3 июля 2025 года. Билль был принят при всеобщем противодействии демократов в обеих палатах. Законопроект был подписан Трампом на День независимости США 4 июля 2025 года.
БПЗ содержит сотни положений и навсегда продлевает индивидуальные налоговые ставки, которые Трамп подписал в 2017 году, первоначально установленные для истечения в конце 2025 года. Он также повышает лимит на вычет государственных и местных налогов до 40 000 долларов для налогоплательщиков, зарабатывающих менее 500 000 долларов, при этом лимит возвращается к 10 000 долларов через пять лет. БПЗ также включает новые налоговые вычеты для чаевых и сверхурочных выплат, увеличение детского налогового кредита, 1 % налог на денежные переводы и повышение налога на инвестиционный доход от университетских фондов. БПЗ также учреждает счета Трампа, позволяющие родителям создавать счета с отложенным налогообложением в пользу своих детей. Кроме того, он поэтапно отменяет налоговые кредиты на чистую энергию, которые были включены в байденовский Закон о снижении инфляции. Он повышает потолок государственного долга США на 5 триллионов долларов. Он вносит значительные сокращения в расходы на Medicaid, добавляет новые трудовые требования для некоторых получателей Medicaid и постепенно снижает налог поставщиков Medicaid, при этом также создавая фонд в 50 миллиардов долларов для сельских больниц. БПЗ также расширяет трудовые требования для получателей продовольственных талонов и возлагает на штаты ответственность за некоторые расходы, связанные с продовольственными талонами.
БПЗ включает 150 миллиардов долларов на новые оборонные расходы и ещё 150 миллиардов долларов на обеспечение безопасности границ и депортации. Законопроект увеличивает финансирование иммиграционной полиции США (ICE) с 10 миллиардов долларов до более чем 100 миллиардов долларов к 2029 году, делая её самым финансируемым правоохранительным агентством в федеральном правительстве.

## Предпосылки
После выборов в США 2024 года, на которых Республиканская партия сохранила контроль над Палатой представителей и получила контроль над Сенатом, республиканцы начали переговоры о принятии внутренней политики президента Дональда Трампа. На встрече с республиканцами Сената в декабре 2024 года лидер большинства в Сенате Джон Тьюн изложил подход, включающий первоначальное законодательство по безопасности границ, энергетике и военным вопросам, оставив налоговую политику на потом. Трамп, напротив, выступал за единый законопроект для решения предстоящего истечения срока действия налоговых льгот, введённых в Законе о налоговых льготах и рабочих местах, в 2017 году. Однако эта стратегия сталкивалась с рисками от отколовшихся членов партии.
В январе 2025 года республиканцы встретились в Форте Лесли Дж. Макнейра. На встрече спикер Палаты представителей Майк Джонсон заявил, что Трамп добивается «одного большого, красивого законопроекта» для реализации своей политики. Для более лёгкого принятия законопроекта республиканцы решили использовать процедуру согласования бюджета, позволяющую им избежать 60-и голосового флибастерства в Сенате (что имеет значение, поскольку они контролируют 53 места из 100 в Сенате). Это требует от Палаты представителей и Сената принятия идентичных инструкций перед принятием фактического законопроекта о согласовании.

## Положения
По данным CBS News, БПЗ представляет собой «масштабный законопроект о расходах и налогах, включающий ключевые направления политики второго срока президента Трампа». В БПЗ входят сотни положений, которые могут добавить примерно 3 триллиона долларов к государственному долгу.
Законопроект, среди прочего, включает:
- Постоянно продлевает индивидуальные налоговые ставки, подписанные Трампом в 2017 году, срок действия которых истекает в конце 2025 года;
- Увеличивает лимит по налоговому вычету штатных и местных налогов до 40 000 долларов для налогоплательщиков, зарабатывающих менее 500 000 долларов, при этом лимит возвращается к 10 000 долларов через 5 лет, при оценочной стоимости 142 миллиарда долларов. Представители-республиканцы Элиз Стефаник, Майк Лоулер, Ник ЛаЛота и Эндрю Гарбарино из Нью-Йорка, представитель Янг Ким из Калифорнии и представитель Том Кин-младший из Нью-Джерси заключили эту сделку со спикером Палаты представителей Майком Джонсоном в обмен на свои голоса;
- Создаёт новый налоговый вычет для чаевых и сверхурочной работы для работников, зарабатывающих менее 150 000 долларов. Версия Сената ограничивает этот вычет 25 000 долларов, в то время как более ранняя версия Палаты представителей была без ограничений. Это положение истекает в 2028 году[11];
- Позволяет покупателям автомобилей вычитать до 10 000 долларов в год по процентам по автокредитам для автомобилей, собранных в Соединённых Штатах и приобретенных между 2025 и 2028 годами. Вычет будет постепенно сокращаться для лиц, зарабатывающих более 100 000 долларов, или супружеских пар, зарабатывающих более 200 000 долларов[12];
- Постоянно устраняет личное освобождение, которое было временно устранено Законом о налоговых льготах и рабочих местах 2017 года. Однако он предлагает налоговый вычет до 6 000 долларов, по сравнению с 4 000 долларов в версии Палаты представителей, для пожилых людей. Вычет постепенно сокращается для лиц с модифицированным скорректированным валовым доходом, превышающим 75 000 долларов (150 000 долларов для супружеских пар). Вычет для пожилых людей в законопроекте истекает в 2028 году[13]. По данным Совета экономических консультантов, это позволит 88 % пожилых людей заявить достаточно вычетов, чтобы покрыть свое налоговое бремя по Социальному обеспечению, по сравнению с 64 % по действующему закону[14];
- Увеличивает налоговый зачёт на детей. Версия Сената увеличит зачет до 2 200 долларов постоянно, в то время как версия Палаты представителей увеличит его до 2 500 долларов до 2028 года и 2 000 долларов после[15];
- Устанавливает 1 % налог на денежные переводы. Версия Палаты представителей предусматривала 3,5 % налог, но возмещала гражданам США. По оценкам, положение Сената может собрать до 10 миллиардов долларов за 10 лет[16];
- Устанавливает новый 2,5 % налоговый зачёт для металлургического угля[17][a];
- Для получения поддержки сенаторов от Аляски законопроект включает увеличенный налоговый вычет для капитанов китобойных судов и процедуру отказа от исключения для запланированных сокращений SNAP для Аляски вместе с Гавайями[19][20];
- Увеличивает налоги на инвестиционный доход от университетских пожертвований, по оценкам, соберет 761 миллион долларов за 10 лет. Колледжи с более чем 3 000 студентов и соотношением пожертвований на студента 500 000 долларов будут облагаться налогом, начиная с 1,4 %, при этом налоговая ставка увеличивается до 8 % для самых богатых колледжей. Первоначальная версия Палаты представителей предлагала налог до 21 % без исключений по размеру. Исключение для религиозных колледжей было удалено за нарушение Правила Берда[21];
- Включает создание счетов Трампа, которые позволяют родителям вносить 1 000 долларов при рождении ребёнка и 5 000 долларов в год, при этом деньги растут с отсрочкой налогообложения, с использованием для высшего образования, профессиональной подготовки или первоначального взноса на дом[22][b]
- Поэтапно отменяет налоговые льготы на чистую энергию, принятые в эпоху президентства Байдена в Закон о снижении инфляции. Налоговые льготы на ветровую и солнечную энергию будут поэтапно отменены для проектов, начинающих строительство после июня 2026 года или введенных в эксплуатацию после 2027 года[c]. Налоговые льготы на электромобили будут поэтапно отменены к сентябрю 2025 года, а налоговые льготы на зарядку электромобилей — к июню 2026 года[25][26] Сборы за выбросы метана будут отложены на 10 лет, в то время как налоговые льготы на биотопливо будут продлены ещё на четыре года до 2031 года[9]; и
- Поднимает потолок государственного долга США на 5 триллионов долларов[5].

Оборонная часть законопроекта выделит дополнительные 150 миллиардов долларов на оборонные расходы. Эта цифра включает:
- 29 миллиардов долларов на судостроение;
- 25 миллиардов долларов на предлагаемую систему противоракетной обороны «Золотой купол»;
- 25 миллиардов долларов на боеприпасы;
- 16 миллиардов долларов на военные инновации и искусственный интеллект, включая деньги на дроны-камикадзе, беспилотные авиационные системы, дроны-лодки и подводные дроны[27];
- 15 миллиардов долларов на ядерное сдерживание;
- 12 миллиардов долларов на улучшение военных операций в Индо-Тихоокеанском регионе; и
- 25 миллиардов долларов на различные улучшения инфраструктуры и жилья[28].

- Законопроект включает 170 миллиардов долларов на расходы на безопасность границ, создавая возможность депортировать до одного миллиона человек каждый год[29];
- Законопроект увеличивает финансирование ICE с 10 миллиардов долларов до более чем 100 миллиардов долларов к 2029 году, делая его единственным наиболее финансируемым правоохранительным агентством в федеральном правительстве[30][31]. Эти средства включают:
- 46,5 миллиардов долларов на строительство стены на границе США-Мексика[32];
- 45 миллиардов долларов в течение четырёх лет для добавления 100 000 новых мест содержания мигрантов. Это будет увеличение бюджета ICE на содержание на 365 %[32][33];
- 29,9 миллиардов долларов Службе иммиграции и таможенного контроля для найма новых агентов и покрытия расходов на транспортировку и депортацию, с целью найма 10 000 новых офицеров[34];
- 17,3 миллиарда долларов для поддержки государственных и местных правоохранительных органов с обеспечением границы[34];
- 10 миллиардов долларов на возмещение расходов Министерству внутренней безопасности за расходы, связанные с пограничной безопасностью[35];
- 7,8 миллиарда долларов на найм агентов Пограничной службы и транспортных средств, с целью найма 3000 новых агентов;[34]
- 6,2 миллиарда долларов на пограничные технологии[34]; и
- 3,3 миллиарда долларов на найм иммиграционных судей и персонала[36].

Законопроект установит ежегодную плату в размере 100 долларов за подачу заявления на получение убежища, по сравнению с 1000 долларов в законопроекте Палаты представителей, плату в размере 550 долларов за подачу заявления на получение разрешения на работу для лиц, ищущих убежище, и мигрантов на гуманитарном условно-досрочном освобождении или временном защищённом статусе, и плату в размере 500 долларов за подачу заявления на получение временного защищенного статуса. Он также увеличит сборы за неиммиграционные визы до 250 долларов.
Законопроект сократит федеральные расходы более чем на 1,2 триллиона долларов, в основном за счет Медикейд. Что касается социальных пособий, законопроект:
- Впервые добавляет требования к работе для получателей Медикейд, при этом лица в возрасте от 19 до 64 лет должны работать не менее 80 часов в месяц. Некоторые исключения будут предоставлены для взрослых с детьми-иждивенцами в возрасте 14 лет и младше и тех, у кого есть медицинские показания;[37]
- Сокращает налог на поставщиков Медикейд, который помогает штатам финансировать свои расходы на Медикейд, с 6 % до 3,5 % к 2031 году[9];
- Требует от штатов проверять право на участие людей в расширении Медикейд каждые шесть месяцев вместо ежегодно[9];
- Запрещает штатам расширения использовать государственные платежи для оплаты поставщикам Медикейд более высоких цен, чем платил бы Медикэр[9];
- Требует минимальных соотношений персонала для домов престарелых[9];
- Требует пятилетний период ожидания для держателей грин-карт перед подачей заявления на Медикейд и сокращает ретроактивные платежи по Медикейд с трех месяцев до одного месяца[9];
- Ограничивает налоговые льготы на премии для иммигрантов[9];
- Сокращает платежи по Медикейд штатам с ошибками и другими неправомерными платежами;[9]
- Запрещает использование Медикейд для финансирования Американской федерации планирования семьи и гипотетических аналогичных организаций на один год[9][38];
- Требует от получателей продовольственных талонов от Американской программы льготной покупки продуктов в возрасте 18-64 лет работать не менее 80 часов в месяц, по сравнению с 18-54 лет согласно действующему законодательству[39];
- Требует от штатов с уровнем ошибок выше 6 % вносить до 15 % расходов на пособия Американской программы льготной покупки продуктов. Аляска и Гавайи получат особые исключения после лоббирования со стороны сенаторов Лизы Мурковски и Дэна Салливана[39];
- Отменяет Национальную программу грантов по образованию и профилактике ожирения[9];
- Увеличивает долю государственных расходов на администрирование Американской программы льготной покупки продуктов с 50 % до 75 %[40]; и
- Ограничивает будущие обновления Экономного продовольственного плана, используемого для расчета уровней пособий Американской программы льготной покупки продуктов[40].

Законопроект также:
- Приостанавливает правило, выпущенное при администрации Байдена, о списании студенческих кредитов, если школы занимались обманным набором студентов[9];
- Ограничивает несубсидированные студенческие кредиты для аспирантов на уровне 20 500 долларов в год и 100 000 долларов на весь срок обучения[41];
- Ограничивает студенческие кредиты для студентов, получающих профессиональные степени, такие как медицинская школа или юридическая школа, на уровне 50 000 долларов в год и 200 000 долларов на весь срок обучения, и исключает кредиты gradudate PLUS[41];
- Добавляет пожизненный лимит заимствования студенческих кредитов в размере 257 000 долларов[41];
- Реструктурирует программы погашения на основе доходов[42];
- Требует от Бюро по управлению земельными ресурсами проводить ежеквартальные продажи наземных лицензий на нефть и газ[9];
- Отменяет различное финансирование, выделенное в Законе о снижении инфляции 2022 года[9]; и
- Сокращает финансирование Бюро по защите прав потребителей в финансовых вопросах вдвое[43].

Законопроект содержит следующие дополнительные положения:
- Создает Фонд сельских больниц в размере 50 миллиардов долларов, увеличенный с 25 миллиардов долларов, для поддержки поставщиков медицинских услуг в сельских районах, обеспечивая страховочную сеть против сокращений Медикейд[9];
- 23 миллиарда долларов на финансирование Береговой охраны США;
- 12 миллиардов долларов на финансирование управления воздушным движением;
- 10 миллиардов долларов для НАСА. Это включает 700 миллионов долларов на Марсианский телекоммуникационный орбитальный аппарат; 2,6 миллиарда долларов на космическую станцию Lunar Gateway; 4,1 миллиарда долларов на разработку ракет Space Launch System для миссий Артемида-4 и Артемида-5; 20 миллионов долларов на космический корабль Орион для Артемиды-4; 1,25 миллиарда долларов на эксплуатацию Международной космической станции до 2030 года; 325 миллионов долларов на Американский аппарат для сведения с орбиты; 1 миллиард долларов на улучшения в пяти центрах НАСА (120 миллионов долларов для Стенниса, 250 миллионов долларов для Кеннеди, 300 миллионов долларов для Космического центра Джонсона, 100 миллионов долларов для Маршалла, и 30 миллионов долларов для Мишу); 85 миллионов долларов на передачу космического аппарата в полевой центр, который участвует в администрировании Коммерческой программы экипажа (направлена на перемещение шаттла Дискавери в Космический центр Джонсона)[44];
- 40 миллионов долларов на Национальный сад американских героев[32];
- Повышает референтные цены в рамках программ Покрытия потерь цен и Покрытия сельскохозяйственных рисков, что приведет к дополнительным расходам в размере 54 миллиардов долларов за 10 лет[45];
- Увеличивает расходы на программы страхования урожая на 6,3 миллиарда долларов за 10 лет и программы помощи при стихийных бедствиях в Министерстве сельского хозяйства США на 2,9 миллиарда долларов в тот же период[45];
- Требует от Федеральной комиссии по связи и Национальной администрации по телекоммуникациям и информации идентифицировать и выставить на аукцион 600МГц электромагнитного спектра между 1,3 и 10 ГГц к 2034 году, что потенциально может принести до 85 миллиардов долларов[9][46];
- Исключает глушители из регулирования Национального закона об огнестрельном оружии, тем самым отменяя действующий налог в размере 200 долларов, взимаемый с производства или передачи этих предметов[47];
- Расширяет Закон о компенсации воздействия радиации на людей, пострадавших от ядерной разработки и испытаний[32];
- Отменяет привилегию «де минимис», которая позволяла отправкам в США стоимостью менее 800 долларов не облагаться тарифов[9]; и
- Для квалифицированной производственной собственности налогоплательщика законопроект разрешает 100 % вычет амортизации по разделу 179 для скорректированной основы собственности[23].